# Frihult (naturreservat)
Frihult är ett naturreservat i Sjöbo kommun i Skåne län.
Området är naturskyddat sedan 2012 och är 38 hektar stort. Reservat består av ett sandigt moränbacklandskap som används som betesmark. Dessutom finns här 11 dammar.